# ۳ ربیع‌الاول
۳ ربیع‌الاول، سومین روز از ماه ربیع‌الاول در تقویم هجری قمری است.
در تقویم هجری قمری قراردادی این روز شصت و دومین روز سال است.